# Konstantin Petrov
Pour les articles homonymes, voir Petrov.
Konstantin P. Petrov est un général de l'armée soviétique, mis à la retraite en 1995 qui s'engagea ensuite en politique.

## Biographie
En 1967, il est diplômé de l' École supérieure de commandement et d'ingénierie de Serpukhov des forces de missiles . En 1976, il est diplômé de la faculté de commandement de la F.E.Dzerzhinsky Academy of Rocket Forces . Il a servi dans les forces spatiales militaires de l'URSS et les Forces spatiales de la fédération de Russie. Il a occupé les postes de chef d'état-major du 4e centre, de chef du 4e centre du cosmodrome de Baïkonour, de chef adjoint du centre de contrôle des missions , de chef adjoint du V.I. A.F. Mozhaisky . Participation au développement et aux tests du système spatial Energia - Bourane .
Depuis 1991, il participe activement aux activités politiques et à la diffusion de ses opinions sur le concept de sécurité publique (CPB). En novembre 1995, par décret du président de la Russie Boris Eltsine et par ordre du ministre de la Défense Pavel Gratchiov, il a été rapidement démis des forces armées "pour activité scientifique étrangère".

## Publications
- "Secrets of Mankind Governance, or Secrets of Globalization"